# 维奥拉·戈列茨基
维奥拉·戈列茨基（德語：Viola Goretzki，1956年11月23日—），德国女子赛艇运动员。她曾代表东德参加1976年夏季奥林匹克运动会赛艇比赛，获得女子八人单桨有舵手金牌。

## 家庭
丈夫贝恩德·兰德福格特。